# Pays Noir

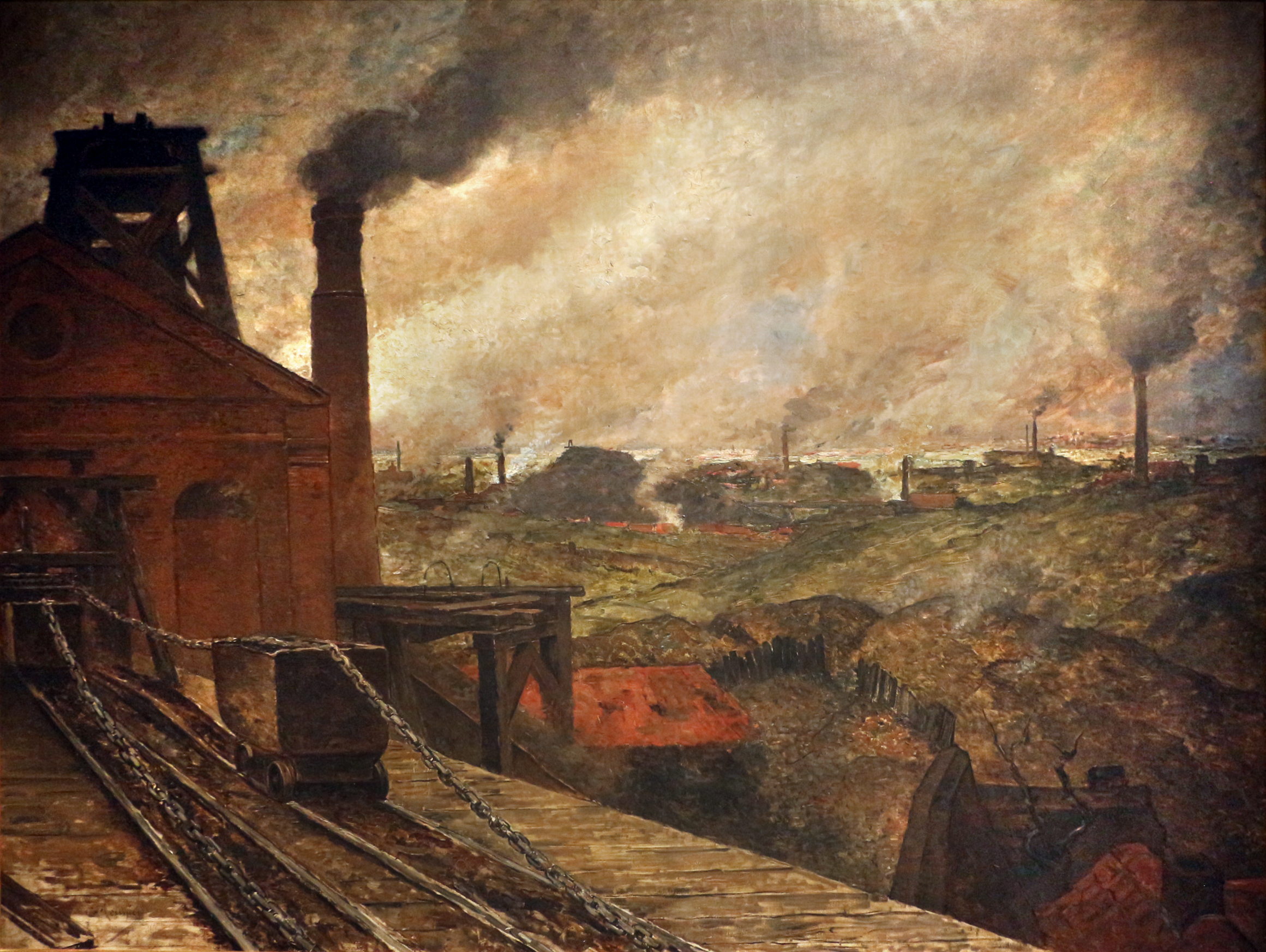
Het Zwarte Land – Borinage van Constantin Meunier (Fin-de-Siècle Museum, Brussel))

Het Pays Noir of Pays de Charleroi is een Belgische streek rond de stad Charleroi in Henegouwen.
De naam verwijst naar het voorkomen van steenkool en de gerelateerde industrie. In de 19e eeuw industrialiseerde de streek zeer snel; eerst met steenkoolmijnen, later ook met gerelateerde industrieën als staalproductie en glas. Het Pays Noir ligt ten oosten van het Centrum, een ander steenkoolbekken.
Pays de Charleroi kan ook verwijzen naar het volkslied van de streek: Pays de Charleroi.

## Gemeenten
- Aiseau-Presles
- Charleroi
- Châtelet
- Courcelles
- Farciennes
- Fleurus
- Fontaine-l'Évêque
- Gerpinnes
- Les Bons Villers
- Pont-à-Celles